# Opatovce nad Nitrou
Opatovce nad Nitrou este o comună slovacă, aflată în districtul Prievidza din regiunea Trenčín, pe malul râului Nitra. Localitatea se află la altitudinea de 258 m deasupra n.m., se întinde pe o suprafață de 9,17 km2 și în 2017 număra 1.566 de locuitori.

## Istoric
Localitatea Opatovce nad Nitrou este atestată documentar din 1113.

## Demografie
| An:                | 1994 | 2004   | 2014   | 2024   |
| ------------------ | ---- | ------ | ------ | ------ |
| Număr de persoane: | 1478 | 1453   | 1568   | 1517   |
| Diferență:         |      | −1,69% | +7,91% | −3,25% |

| An:                | 2023 | 2024   |
| ------------------ | ---- | ------ |
| Număr de persoane: | 1547 | 1517   |
| Diferență:         |      | −1,93% |